# Matt Trieber
Matthew A. Trieber, còn được gọi là Matt Trieber, là một chính khách người Mỹ đến từ Bellows Falls, Vermont. Là thành viên của Đảng Dân chủ, ông cũng là thành viên của Hạ viện Vermont, đại diện cho khu vực Windham-3. Ông được Thống đốc Peter Shumlin bổ nhiệm vào cơ quan lập pháp vào tháng 1 năm 2011.
Sinh ra và lớn lên ở Lynbrook, New York, Trieber tốt nghiệp Đại học Bang New York tại Stony Brook, nơi ông lấy bằng về khoa học trái đất và vũ trụ. Ông làm tư vấn môi trường.
Trieber tranh cử Rockingham vào năm 2010, giành được một ghế trong một năm. Khi một ghế ba năm mở ra trong hội đồng quản trị vào cuối năm 2010, Trieber đã tìm kiếm nó và được bầu.
Vào tháng 1 năm 2011, đại diện lâu năm của tiểu bang Mike Obuchowski đã từ chức cơ quan lập pháp để trở thành Cao ủy về Tòa nhà và Dịch vụ Chung của Vermont. Vào ngày 21 tháng 1 năm 2011, thống đốc mới đắc cử Peter Shumlin thông báo rằng ông đã chọn Trieber để điền vào ghế của Obuchowski đại diện cho khu vực Windham-4. Trieber nhậm chức vào ngày 25 tháng 1.
Trieber đã ra tranh cử vào ghế Windham-3 vào năm 2012, sau khi việc phân chia lại đã thay đổi thành phần các khu vực của bang. Ba ứng cử viên đã nộp đơn cho hai ghế của khu vực, tất cả đều là đảng viên Đảng Dân chủ. Trieber đối mặt với Christopher Moore và Hạ nghị sĩ Carolyn Partridge trong cuộc bầu cử sơ bộ được tổ chức vào ngày 29 tháng 8 năm 2012 và về nhì, giúp anh có một vị trí trong cuộc bỏ phiếu tháng 11. Trieber và Partridge đã tranh cử trong cuộc tổng tuyển cử.
Matt Trieber công khai là người đồng tính. Chiến dịch tranh cử năm 2012 của anh đã giành được sự ủng hộ của Quỹ Chiến thắng Đồng tính nam & Đồng tính nữ. Ông là một trong sáu thành viên đồng tính công khai của Cơ quan lập pháp Vermont, cùng với đại diện Bill Lippert (D–Hinesburg), Herb Russell (D–Rutland) và Joanna E. Cole (D–Burlington), cũng như các thượng nghị sĩ Brian Campion (D–Bennington) và Becca Balint (D–Windham).